# Rosa Amelia Plumelle-Uribe
Rosa Amelia Plumelle-Uribe (* 24. Dezember 1951 in Montelíbano, Kolumbien) ist eine französische Autorin, die in ihren Veröffentlichungen seit 1990 zu Fragen des Kolonialismus, der Sklaverei, des Sklavenhandels, des Rassismus und der schwierigen Durchsetzung der Menschenrechte schreibt.

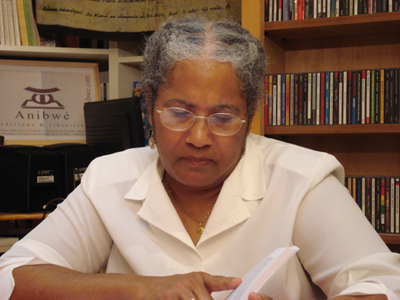
Rosa Amelia Plumelle-Uribe

## Leben
Rosa Amelia Plumelle-Uribe stammt väterlicherseits von in die Sklaverei deportierten Afrikanern ab, mütterlicherseits von Indigenen, also von südamerikanischen Indianern. Sie studierte Jura an der Universidad Autónoma de Colombia in Bogotá, schloss jedoch ihr Studium ohne akademischen Grad ab. Sie wurde sich „relativ früh der wirtschaftlichen Entfremdung und der sozialen Ungleichheiten bewusst“, begriff aber erst als Erwachsene, „was rassische Entfremdung heißt“. Die rassische Entfremdung ist in ihrer Sicht ein Moment der Unterdrückung, das in der linken Theoriebildung zu den Voraussetzungen der Befreiung der durch die Arbeits- und Produktionsverhältnisse Unterdrückten nicht genügend berücksichtigt wird. Die Wahrnehmung rassischer Entfremdung werde offenbar als kontraproduktiv für den vorausgesetzten Klassenzusammenhalt angesehen.
1977 lernte sie Bücher von Aimé Césaire, Frantz Fanon, Malcolm X und Peter Bourne kennen, über dessen 1947 erschienenen Roman „Black saga“ sie mit der Revolution in Haïti bekannt wurde. Im Rahmen einer Informationskampagne der Vereinten Nationen stieß sie auf das Problem der Apartheid.
Sie heiratete in Kolumbien einen Franzosen, lebt seit 1981 in der Nähe von Paris und ist Mutter dreier Kinder.

## „La férocité blanche“ (2001) – „Weiße Barbarei“ (2004)
2001 wurde Plumelle-Uribe in Frankreich, 2004 in Deutschland einem größeren Publikum bekannt, und zwar mit dem Buch „La férocité blanche. Des non-Blancs aux non-Aryens: génocides occultés de 1492 à nos jours“, das aufgrund eines Gutachtens von Lothar Baier 2004 im Rotpunktverlag Zürich unter dem Titel „Weiße Barbarei. Vom Kolonialrassismus zur Rassenpolitik der Nazis“ erschien.
Ausgangspunkt der Analyse ist die Feststellung, dass „der Ausschluss, die Verbannung der Schwarzen aus dem Kreis der menschlichen Familie, für die weltweit die weiße Hautfarbe zur Referenz wurde“, zu einem westlichen Kulturelement geworden sei, das sie im „afro-amerikanischen Völkermord“ verwirklicht sieht und das mit einem NS-Sympathisanten wie Hendrik Frensch Verwoerd und seinem Nachfolger Balthazar Johannes Vorster im südafrikanischen Apartheid-System nach 1945 fortgedauert habe. Die Apartheid sei ab 1973 von den Vereinten Nationen als Verbrechen gegen die Menschlichkeit eingestuft worden, habe aber zum Beispiel Israel, wie Plumelle-Uribe hervorhebt, nicht davon abgehalten, mit Südafrika militärisch zusammenzuarbeiten.
Da es um Verbrechen gegen die Menschlichkeit geht, stellt sich für Plumelle-Uribe auch die Frage der Wiedergutmachung; es seien Opfer zu entschädigen, wie es dem besiegten Deutschland nach 1945 auferlegt gewesen war. Der Nationalsozialismus ist nämlich für Plumelle-Uribe wie bereits für Aimé Césaire (vgl. Über den Kolonialismus) nichts anderes als die aus den Kolonien „nach Europa getragene Vernichtungspolitik“. Der politische Philosoph Louis Sala-Molins hält zu diesem Problem im Nachwort fest, dass in Frankreich nach der Anerkennung von Sklaverei und Sklavenhandel als Verbrechen gegen die Menschlichkeit höchstens mit einer symbolischen Begleichung zu rechnen sei und die in einem Gesetzentwurf 1999/2000 geforderten „Verurteilung, Erinnerung, Gerechtigkeit und Wiedergutmachung“ zu „Verurteilung, Didaktik und Reue“ verflacht worden seien.
2008 setzte Plumelle-Uribe ihre in „Weiße Barbarei“ begonnene Analyse mit dem Titel „Traite des Blancs, traite des Noirs. Aspects méconnus et conséquences actuelles“ (= „Menschenhandel mit Weißen, Menschenhandel mit Schwarzen. Verkannte Aspekte und aktuelle Folgerungen“) fort. Sie wendet sich hier dem mittelalterlichen Europa zu und folgt den von Charles Verlinden gelegten und vom französischen Mittelalterhistoriker Jacques Heers aufgegriffenen und fortgesetzten Spuren der im Mittelalter von Europäern gegenüber anderen Europäern praktizierten Sklaverei. Für Heers besteht die Pionierleistung Verlindens darin, dass er die koloniale Eroberung und Ausbeutung Amerikas in ein Kontinuum mittelalterlicher europäischer Herrschaft eingebettet sieht. Plumelle-Uribe geht es vor allem um die Darstellung, wie durch den atlantischen Dreieckshandel ganze afrikanische Landstriche verwüstet wurden und seit dem späten 19. Jahrhundert eine Kolonialmacht wie Belgien unter Leopold II. den Kongo ausbeutete und Afrikas Reichtümer der europäisch-westlichen Welt zugutekamen. Bis in die Ermordung Patrice Lumumbas habe sich in der Dekolonisation Afrikas noch der westliche Einfluss direkt ausgewirkt.

## Beispiel einer persönlichen Erfahrung
„1989 nahm ich in Haiti an einer Konferenz über die Französische Revolution und ihre Auswirkungen auf Santo Domingo teil. Der französische Botschafter in Port-au-Prince veranstaltete aus diesem Anlass einen Empfang für die Tagungsteilnehmer. Ich unterhielt mich mit einigen Leuten über die Völkermordpolitik, die Frankreich in Santo Domingo betrieben hatte. Plötzlich meinte einer der Teilnehmer, die Franzosen seien weniger gewitzt gewesen als die Briten, die so klug waren, alle umzubringen, die sie vor Ort antrafen, und sich damit alle Probleme vom Hals geschafft hätten. Mit durchaus freundlichem Lächeln fügte er hinzu: ‚Sehen Sie, wenn wir dasselbe getan hätten, wären Sie jetzt nicht hier, um uns zu kritisieren.‘ – Als wir aufbrachen, fand ich mich an der Seite von Louis Sala-Molins, der mich einen Augenblick musterte und trocken meinte: ‚Siehst du, es gibt Scherze, die wir uns nur gegenüber Schwarzen erlauben.‘“

## Rezeption
Pascal Bruckner wirft Plumelle-Uribe in seinem Buch „Der Schuldkomplex. Vom Nutzen und Nachteil der Geschichte Europas“ (2008) ihre Ausgangsthese vor, dass nämlich „die Auslöschung der Urbevölkerung Amerikas, die Ausrottung der Schwarzen und die von den Nazis in der ersten Hälfte des 20. Jahrhunderts nach Europa getragene Vernichtungspolitik zueinander in einem dynamischen Verhältnis stehen“. Dieses Denken, das seiner Meinung nach zu einer „Nazifizierung“ der europäischen Geschichte führe, findet er ähnlich auch bei Aimé Césaire und Olivier Le Cour Grandmaison. An anderer Stelle wird ihr „Opferkonkurrenz“ (Christian Stock) vorgeworfen, weil sie sich unangemessenen Vergleichens bediene: „…, dass die Juden nach der Shoah nur deshalb bevorzugt als Opfer behandelt wurden, weil sie Weiße waren. Dass sie großzügige Entschädigungen erhalten haben – was so überhaupt nicht stimmt. Sie seien also im Vergleich zu den Schwarzen eine bevorzugte Opfergruppe gewesen. Das Buch mündet dann in eine wüste Anklage gegen Israel als Apartheidstaat, als kolonialer Unterdrücker der Neuzeit etc. Das sei nur als abschreckendes Beispiel dafür angeführt, wozu eine Opferkonkurrenz führen kann.“
Ulrich Teusch (Süddeutsche Zeitung vom 20. September 2004) hält das Buch indessen „im besten Sinne für aufklärerisch“ und fasst Plumelle-Uribes Botschaft so zusammen: „Überall dort, wo Menschen absolute Macht über andere Menschen reklamieren und tatsächlich erlangen, bricht über kurz oder lang jegliche Werteordnung zusammen und das bis dahin ‚Unvorstellbare‘ wird zur grausamen Realität.“

Alfred Grosser sieht in der Kritik an Plumelle-Uribe einen Beleg für folgenden Zusammenhang: „Das Buch macht bewusst, dass das Verbot eines Vergleiches mit dem Holocaust, das Tabu, dessen Vokabular zu benutzen, auf einen uneingestandenen weißen Rassismus zurückzuführen ist.“
Bodo von Borries sieht den dynamischen Zusammenhang zwischen Kolonialismus und Nationalsozialismus als Tatsache an: „Für Frau Plumelle-Uribe ist die ‚Weiße Barbarei‘ ein europäisches Verbrechen, das - obwohl von der Art des Holocaust (ja das ‚ursprünglichere‘ Verbrechen) und für diesen ursächlich (z.B. Plumelle-Uribe 2004, 142) - niemals eingestanden, entschädigt und ausgeglichen wurde. Anders gesagt: Wer vom ‚Kolonialismus‘ schweigt, der den ‚Holocaust‘ verschuldet hat, hat auch den ‚Holocaust‘ nicht verarbeitet, sondern bereitet eher seine Wiederholung vor. Mit dieser radikalen Kritik steht sie nicht allein; wer heute ‚Europa‘ sagt, muss sich wohl unvermeidlich mit den Kolonialverbrechen auseinandersetzen.“

## Werke
- zus. mit Jacques Michelot: Le débat autour de l’esclavage et de son abolition dans les conflits internes à la Révolution, in: Esclavage, colonisation, libérations nationales. De 1789 à nos jours. Hrsg. Michel Vovelle. L’harmattan, Paris 1990, ISBN 2-7384-0635-1
- La férocité blanche. Des non-Blancs aux non-Aryens. Génocides occultés de 1492 à nos jours. Vorw. Louis Sala-Molins. Albin Michel, Paris 2001, ISBN 2-226-12187-0
  - Übers. Birgit Althaler: Weiße Barbarei. Vom Kolonialrassismus zur Rassenpolitik der Nazis. Vorw. Lothar Baier; Nachw. Louis Sala-Molins. Rotpunktverlag, Zürich 2004, ISBN 3-85869-273-5
- Les crimes contre l’humanité et le devoir de réparations, in: Crimes de l’histoire et réparations: Les réponses du droit et de la justice. Hrsg. Laurence Boisson de Chazournes, Jean-François Quéquigner, Santiago Villalpando. Bruylant, Brüssel 2004, ISBN 2-8027-1891-6, S. 187–202
- Des non-Blancs aux non-Aryens, in: Déraison, esclavage et droit. Les fondements idéologiques et juridiques de la traite négrière et de l’esclavage. Hg. Isabel Castro Henriques, Louis Sala-Molins. Editions UNESCO, Paris 2004, ISBN 92-3-203864-1, S. 239–258
- Von der kolonialen Barbarei zur Vernichtungspolitik des Nationalsozialismus (Vortrag, gehalten in Berlin am 15. Juni 2006), in: african reflections, eJournal, Oktober 2007 von AfricAvenir International e.V., S. 4-11. (PDF-Datei; 476 kB)
- Traite des Blancs, traite des Noirs. Aspects méconnus et conséquences actuelles. L’Harmattan, Paris 2008, ISBN 978-2-296-06443-0
- Kongo, les mains coupées. Pièce en cinq actes, Éditions Anibwé, Paris 2010 ISBN 978-2-916121-24-6[14]